# سیارک ۱۹۸۰
سیارک ۱۹۸۰ (به انگلیسی: 1980 Tezcatlipoca، نامگذاری:1950LA) هزار و نهصد و هشتادمین سیارک کشف شده‌است که در ۱۹ ژوئن ۱۹۵۰ کشف شد.
قدر مطلق سیارک برابر ۱۳٫۹۲ است.